# Lijst van personen uit Den Helder
Deze lijst van personen uit Den Helder betreft bekende personen die in de stad Den Helder zijn geboren, overleden of woonachtig zijn geweest. Inwoners van Den Helder staan bekend als Nieuwediepers. Mensen die in Den Helder zijn geboren en getogen worden ook wel Jutters genoemd.

## Geboren

### A
- Chris Aalberts (1977), wetenschapper en auteur
- Arie Abbenes (1944), beiaardier
- Mien Abbo-Wenneker (1887-1973), maîtresse van prins Hendrik
- Kim Akker (1996-2019), judoka
- Frans van Anraat (1942), zakenman en crimineel
- Dodi Apeldoorn (1950), televisiepresentatrice en schrijfster
- Jacob Willem Arriëns (1877-1963), burgemeester
- Filip van As (1966), politicus
- Frederik Mari baron van Asbeck (1889-1968), jurist en hoogleraar
- Feike Asma (1912-1984), organist

### B
- Jorina Baars (1988), kick- en thaibokser
- Inge Bak (1968), schrijfster en dichter
- Jeannette Baljeu (1967), politica
- Marleen Barth (1964), politica
- Karel de Bazel (1869-1923), architect en ontwerper
- Mariska Beijer (1991), paralympische rolstoelbasketbalspeelster
- Christof Antoon Bekker (1863-1939), violist, muziekonderwijzer en koordirigent
- Jacques Bekker (1865-1943), violist
- Agnes Berck (1933-2009), beeldhouwer en keramist
- Sou Berck (1899-1987), textielkunstenaar
- Jos van den Berg (1905-1978), kunstenaar
- Peter Bes (1945), kunstenaar
- Klaas Bijl (1948-2024), voetballer
- Petrus Johannes Blok (1855-1929), geschiedkundige
- IJf Blokker (1930), acteur en musicus
- Edward W. Bok (1863-1930), Amerikaans journalist en miljonair
- Joop Boltendal (1940-2005), voetballer
- Ferdinand Frederik de Boois (1874-1948), bouwkundige en architect
- Klaas Boon (1915-2002), altviolist
- Stella Bos (1935-2022), zangeres
- Edith Bosch (1980), judoka
- Maurits van den Bosch (1962), politicus en burgemeester
- Coen Bot (1948-2022), KNRM-schipper
- Hans Bouman (1965), drummer
- Joost Bouhof (1995), youtuber
- Rick van Breda (1990), wegwielrenner en mountainbiker
- Cornelis Breet (1835-1916), evangelist en broodbakker
- Jan T. Bremer (1932-2023), historisch-geograaf en schrijver
- Willem Bremer (1940-2004), muziekdocent
- Anna Brons (1920), schilderes
- Gré Brouwenstijn (1915-1999), sopraan
- Kees van Bruggen (1874-1960), schrijver en journalist
- Martin Buitenhuis (1969), zanger

### C
- Edith Rachel Cohen (1953), beelden kunstenaar en docent

### D
- Willem Diederik van Drunen Littel (1866-1920), resident in Nederlands-Indië
- Jan Dijker (1913-1993), kunstenaar
- Joost Dobbe (1981), singer-songwriter
- Thea Doelwijt (1938), schrijfster
- Ard Doko (1991), graffitikunstenaar
- Jan van Dulm (1907-1991), onderzeebootcommandant tijdens WOII
- Jan Dunselman (1863-1931), kunstschilder

### E
- René Eijer (1963), voetballer en coach
- Cas Enklaar (1943-2022), acteur, regisseur en schrijver
- Gideon Everduim (Gikkels) (1984), rapper en politicus

### F
- Benjamin Feliksdal (1940), balletdanser en ballet-, jazz- en tapdanspedagoog
- Cees Fock (1905-1999), politicus
- Tjebbo Franken (1883-1966), arts en schrijver
- Johannes Cornelis Frankevoort (1912-1945), politieagent en Jodenjager
- Hubert von Frijtag Drabbe (1892-1951), generaal

### G
- Guillermo Gauna (2000), voetballer
- François baron van Geen (1866-1944), militair en hoveling
- Jhr. Jan Alexander van Geen (1868-1945), burgemeester en luitenant-ter-zee 2e klasse
- Walter Goverde (1954-2021), auteur, scenarist, regisseur en producent
- Jeffrey de Graaf (1990), darter
- Coen Graaff (1922-1990), predikant en pionier op het terrein van het maatschappelijk opbouwwerk
- Arie van de Graaff (1888-?), NSB-burgemeester van Steenbergen
- Rijkman Groenink (1949), bankier en topman
- Anthonij Johannes Guépin (1897-1964), zeiler en topfunctionaris

### H
- Maurice van Ham (1966), voetballer
- Leo Heijdenrijk (1932-1999), architect
- Sandra Hermanus-Schröder (1963), predikant
- Cornelis Hin (1869-1944), olympisch zeiler
- Harold Hofstra (1977), politicus
- David Hollestelle (1916-2001), bariton
- Hans Hollestelle (1945), gitarist en arrangeur
- Jan Hollestelle (1947), bassist
- Karen van Holst Pellekaan (1955), actrice
- Gerard 't Hooft (1946), natuurkundige en Nobelprijswinnaar (1999)
- Jan Hoogenbosch (1921-1999), scheepsbouwkundig ingenieur en ontwerper
- Jarmo Hoogendijk (1965), jazz-trompettist en muziekdocent
- Henk Horsman (1937), organisator
- Inge Huitzing (1974), paralympische rolstoelbasketbalspeelster

### J
- Martin Jole (1930-2004), honkballer
- Cor Jong (1955), beeldhouwer
- Menno de Jong (1984), trance-dj
- Jacob Lucas Jongsma (1893-1926), kunstschilder en architect
- Wilhelm Jonker (1848-1932), evangelist

### K
- Patricia Kaersenhout (1966), kunstenares, activiste en feministe
- Franciscus Kenninck (1859-1937), aartsbisschop
- Dick Ket (1902-1940), kunstschilder
- Benjamin Kikkert (1976), cartoonist
- Pieter Kikkert (1897-1967), burgemeester
- Larissa Klaassen (1994), para-wielrenster
- Tom Kleijn (1969), televisiejournalist
- Ger Klein (1925-1998), politicus en natuurkundige
- Geert Klein Bennink (1948), politicus en economieleraar
- Erwin Koen (1978), voetballer
- Karel Kokelaar (1918-1982), componist, dirigent en klarinettist
- Hanco Kolk (1957), striptekenaar
- Bram Koopman (1917-2008), leraar, econoom en politicus
- Lize Korpershoek (1985), presentatrice, documentairemaakster en columniste
- Cornelis R.T. baron Krayenhoff (1865-1948), voorzitter VVV en lid RvB ANWB
- Janus Kuiper (1856-1951), zeeredder
- Jacobus Christiaan Kwinkelenberg (1920-1943), Engelandvaarder

### L
- Léon de Lange (1981), politicus
- Tineke van Leer (1924-2003), actrice
- Anna Clasina Leijer (1860-1916), fotografe
- Janmarc Lenards (1955), politicus
- Jhr. Aernout van Lennep (1898-1974), ruiter en militair
- Jkvr. Hans van Lennep (1903-2004), advocate en psychologe
- Jan Lijding (1914-1945), verzetsstrijder
- Djoao Lobles (2001), atleet

### M
- Theo van der Meer (1950), neerlandicus
- Elien Meijer (1970), olympisch roeister
- Willem Meijer (1906-1942), verzetsstrijder in WOII
- Eduard Meijers (1880-1954), jurist
- Wil Merkies (1931-2018), eerste vrouwelijke sportjournalist in Nederland
- Lex Metz (1913-1986), fotograaf, tekenaar, grafisch ontwerper en illustrator
- Mitchel Michaelis (1993), voetbaldoelman
- Antoon Berend Mink (1918-1944), Engelandvaarder en geheim agent tijdens de Tweede Wereldoorlog
- Martin Mol (1935), grafisch ontwerper
- Frans Morssink (1876-1945), missionaris in Suriname

### N
- Alice van Nahuys (1894-1967), vertaalster
- Swen Nater (1950), basketballer
- Lars Nieuwpoort (1994), voetballer
- Sven Nieuwpoort (1993), voetballer
- Ed Nijpels (1950), politicus
- GertJan Nijpels (1951-2021), politicus
- Martijn Nuijens (1983), atleet

### O
- Martine Ohr (1964), olympisch hockeyspeelster
- Johan Willem van Oorschot (1875-1952), militair
- Niek van Oosterum (1974), pianist
- Judith Osborn (1966), ontwerpster
- Albert Jan Oudshoorn (1877-1930), kunstschilder, tekenaar en etser

### P
- Anton Pieck (1895-1987), tekenaar, graficus en kunstschilder
- Henri Pieck (1895-1972), architect, graficus en kunstschilder
- Broer Plantenga (1870-1955), oprichter van het eerste consultatiebureau voor zuigelingen in Nederland
- Jim Polak (1922-2014), hoogleraar rechts- en staatswetenschappen
- Jerry Post (1984), voetballer
- Jan Pronk (1918-2016), baanwielrenner

### Q
- Quintino (Quinten van den Berg) (1985), dj/producer

### R
- Frederic Louis Rambonnet (1899-1945), collaborateur
- Dorus Rijkers (1847-1928), visser en reddingswerker
- Jorrit Rijpma (1981), jurist
- Rory Ronde (1978), gitarist
- Cees van Rootselaar (1966), basketballer
- Paul Rosenmöller (1956), politicus
- Aletta Ruijsch (1860-1930), schilderes
- Kelvin de Ruiter (1988), krachtsporter
- Paul Ruven (1958), scenarioschrijver en regisseur

### S
- François van 't Sant (1883-1966), politiecommissaris, vertrouweling koningin Wilhelmina
- Ruud Schaap (1946), muzikant (Saskia & Serge)
- Rens Schendelaar (1952), schrijver en historicus
- René Schoof (1955), wiskundige
- Milly Scott (1933), zangeres en actrice
- August Lodewijk Willem Seyffardt (1840-1909), militair en politicus
- Lambert Simon (1909-1987), kunstschilder en glazenier
- Zacharias Sleijfer (1911-1953), medewerker Duitse Sicherheitsdienst
- Ger Sligte (1914-1980), illustrator, kunstschilder, striptekenaar en boekbandontwerper
- Hans Smits (1956), olympisch waterpoloër
- Amanda Spoel (1952), presentatrice, journaliste
- Abraham Staalman (1871-1935), politicus
- Esther Stek (1968), bowlster

### T
- Petrus Emelius Tegelberg (1874-1954), ondernemer
- F.C. Terborgh (1902-1981), schrijver
- Leen van Tetterode (1861-1923), beeldhouwer
- Ingrid Thijssen (1968), bestuurder (VNO-NCW)
- Reinier Timman (1917-1975), wiskundige en ingenieur
- Christiaan Timmner (1859-1932), violist en dirigent
- Kourtney Treffers (1994), basketbalster
- Quincy Treffers (1991), basketballer

### V
- Steven G. Vandenberg (1915-1992), gedragsgeneticus
- Pieter Veecken Putman Cramer (1913-2009), ambassadeur
- Hanneke van Veen (1943), schrijver
- Meindert van Veen (1950), basketbalcoach
- Frederik Verstegen (1907-1972), burgemeester
- Judicus Verstegen (1933-2015), schrijver, dichter en scheikundige
- Willem Vogt (1888-1973), radiopresentator en omroepbestuurder (AVRO)
- Ali de Vries (1914-2007), olympisch atlete
- Raimo de Vries (1969), voetballer
- Pieter Cornelis de Vroome (1882-1944/45), verzetsstrijder

### W
- Nicolaas Wessels Boer (1913-1996), burgemeester
- Welmoet Wijnaendts Francken-Dyserinck (1876-1956), journaliste en feministe
- Willem Joseph Nicolaas Wijs (1889-1958), politicus
- Maren Leo Wijvekate (1922-2011), methodoloog
- Arjan Wisse (1985), voetballer
- Ruud van de Wint (1942-2006), schilder, beeldhouwer en architect
- Jorrit Woudt (1980), organist en dirigent

### Z
- Sieme Zijm (1978), voetballer
- Wilco Zuijderwijk (1969), olympisch wielrenner
- Adrie Zwartepoorte (1917-1991), olympisch wielrenner

## Overleden
- Dirk Albertus Bakkenes (1910-1982), Engelandvaarder
- Philippus Meesse Bosscher (1936-2011), maritiem historicus
- Aldert van Bruggen (1925-1980), burgemeester van Den Helder
- Piet van Egmond (1912-1982), organist en dirigent
- Willem Hojel (1831-1886), kolonel der artillerie en artilleriedeskundige
- Gerrit Jansen (1836-1898), onderwijzer en auteur
- Wim van der Kroft (1916-2001), kanovaarder
- Cornelis over de Linden (1811-1874), scheepstimmerman en opzichter
- Klaas Schenk (1906-1993), schaatser
- Leonie Tholen (1913-2012), schoonspringster
- Dirk Valk (1781-1863), schout
- Jan in 't Velt (1791-1850), eerste burgemeester van Den Helder
- Sim Visser (1908-1983), burgemeester van Den Helder
- Michel van Winkel (1923-2006), priester en politicus
- Janus de Winter (1882-1951), behangschilder, lithograaf en schilder-mysticus

## Woonachtig geweest
- Aart Alblas (1918-1944), marineofficier en Engelandvaarder
- Fritz Bauduin (1864-1943), viceadmiraal
- Christof Antoon Bekker (1830-1895), violist
- Johannes Best (1893-1990), NSB-burgemeester van Emmen
- Charles Ludovicus van de Bilt (1869-1949), onderwijzer, journalist en politicus
- Willem Hubert van Blijenburgh (1881-1936), schermer en militair
- Jelle Blinkhof (1896-1978), voetballer
- Jan de Boer (1969), burgemeester van Den Helder
- Constantijn Philip de Brauw (1811-1892), marineofficier
- Antonie Augustus Bruijn (1842-1890), marineofficier, onderzoeker en handelaar
- Pierre Marie Brutel de la Rivière (1827-1903), marineofficier en hoogleraar
- Hugo Christiaan Carsten (1801-1881), burgemeester van Beilen
- Karel Doorman (1889-1942), vlagofficier
- Damiaen Joan van Doorninck (1902-1987), marineofficier
- Charles Douw van der Krap (1908-1995), marineofficier
- Johan Eilerts de Haan (1865-1910), marineofficier en ontdekkingsreiziger
- Remco Ekkers (1941-2021), dichter, essayist en prozaïst
- Pieter Faddegon (1807-1889), horlogemaker en uitvinder
- Jan Gmelich Meijling (1936-2012), burgemeester en staatssecretaris
- Jacobus Grooff (1800-1852), geestelijke en bisschop
- Henri ter Hall (1866-1944), revueartiest
- Lodewijk van Hamel (1915-1941), marineofficier
- Jan Willem Hees (1913-1989), marineofficier en acteur
- Theo van Hengel (1875-1939), marineofficier
- Jhr. Edzard Jacob van Holthe (1896-1967), bevelhebber der Zeestrijdkrachten
- Samuel Pierre l'Honoré Naber (1865-1936), marineofficier en maritiem historicus
- Karel Frederik Otto James (1899-1976), burgemeester van Gouda
- Piet de Jong (1915-2016), minister-president van Nederland
- Jhr. Willem de Jonge van Ellemeet (1914-2009), commandant der zeemacht
- Joseph William Julian (1889-1957), Engels voetballer en voetbalcoach
- Marjo Koopman-Goumans (1944-1999), politica
- Frans Kordes (1926-2011), marineofficier en president van de Algemene Rekenkamer
- Theodoor Louis Kruys (1884-1940), viceadmiraal
- Hans Larive (1915-1984), marineofficier
- Cornelis Gerardus Lems (1917-2002), majoor der mariniers
- Janie Lever-Brouwer (1893-1979), voorzitter Nederlands Christen Vrouwenbond
- Petrus Lycklama à Nijeholt (1842-1913), marineofficier en burgemeester
- Johan Wilhelm Marmelstein (1882-1956), schrijver en professor in de Franse taal
- Frans Meijer (1953), crimineel, een van de ontvoerders van Freddy Heineken
- Abraham van der Moer (1919-2002), viceadmiraal
- Johannes Gerardus Maria van Nass (1911-1989), commandant van het Korps Mariniers
- Willem Naudin ten Cate (1860-1942), viceadmiraal
- Wim Oort (1912-1944), verzetsstrijder
- Piet Paaltjens (1835-1894), predikant en dichter
- Leo Pinkhof (1898-1943), graficus, illustrator en kunstschilder
- Gerrit Dirk Rehorst (1902-1981), burgemeester van Den Helder
- Govert Ritmeester (1883-1966), burgemeester van Den Helder
- Annie Romein-Verschoor (1895-1978), schrijfster en historica
- Willem Royaards (1867-1929), acteur en regisseur
- Albert van der Schatte Olivier (1908-1967), bevelhebber der Zeestrijdkrachten
- Dolf Scherpbier (1921-2012), Engelandvaarder
- Koen Schuiling (1959), burgemeester van Den Helder
- Guus de Serière (1893-1980), voetballer
- Rudolf Spengler (1875-1955), marineofficier
- Andries Staalman (1858-1938), politicus
- Johannes van Staveren (1910-1999), marineofficier
- Fredericus Henricus Maria van Straelen (1899-1987), vlagofficier
- Philippus Bernardus Maria van Straelen (1894-1942), marineofficier
- Petrus Emelius Tegelberg (1838-1917), marineofficier en ondernemer
- Arie Visser (1944-1997), dichter
- Pieter Gerard van de Vliet (1902-1984), onderwijzer en politicus
- Willem Voorbeijtel Cannenburg (1883-1978), marineofficier, schrijver en museumdirecteur
- Willem Voormolen (1856-1909), marineofficier, burgemeester en hoofdcommissaris van politie
- Lammert Wiersma (1881-1980), dichter